# The Lone Ranger (film uit 2013)
The Lone Ranger is een Amerikaanse actie-, avonturen- en westernfilm geregisseerd door Gore Verbinski en geproduceerd door Jerry Bruckheimer. Met de acteurs Armie Hammer in de titelrol en Johnny Depp als indiaan Tonto. De film is gebaseerd op de oude westerntelevisieserie The Lone Ranger (1949-1957).

## Verhaal
Dan Reid, een Texas Ranger, heeft de vogelvrije bandiet - en tevens kannibaal - Butch Cavendish opgepakt omwille van verschillende moorden op indianen. Cavendish wordt per trein vervoerd naar de plaats waar hij zal worden opgehangen. In de trein zit ook de Comanche Tonto en Dan's broer John. John is een advocaat die terug naar zijn thuisstad reist. De trein wordt overvallen door handlangers van Cavendish. Cavendish ontsnapt en de bende laat de trein ontsporen. Tonto wordt voor onduidelijke redenen opgesloten en later op onverklaarbare wijze vrijgelaten.
Dan stelt zijn broer aan als Texas Ranger. Samen met de andere Texas Rangers gaan ze op zoek naar Cavendish. Ze lopen in een hinderlaag waarbij iedereen omkomt, behalve Collins. Uit wraak eet Cavendish het hart van Dan op.
Tonto vindt de lijken en wil deze begraven. Plots staat er bij Dan een wit "geestpaard" waarop John uit de dood verrijst. Volgens Tonto is John nu een soort van geest en kan hij niet sterven tijdens een gevecht. Tonto zegt ook dat Texas Ranger Collins voor Cavendish werkt. Omdat John dood wordt geacht door Cavendish en zijn trawanten, stelt Tonto voor dat hij vanaf nu een masker draagt. Verder denkt Tonto ook dat Cavendish een wendigo is.
Via de eigenares van een bordeel waar Collins regelmatig kwam, komen Tonto en John te weten dat Dan en Collins ruzie hadden over zilveren rotsen. Op dat ogenblik stoken trawanten van Cavendish, verkleed als Comanche, onrust en ontvoeren ze Rebecca en Danny, respectievelijk de vrouw en de zoon van Dan. Collins krijgt de opdracht hen te vermoorden, maar laat ze ontsnappen. 
Cole, eigenaar van de spoorwegen, is nu van mening dat de Comanche het vredesakkoord hebben verbroken door onrust te zaaien. Daardoor krijgt hij toestemming om het treinspoor uit te breiden op het Comanche-terrein om zo een spoorweg doorheen geheel Amerika aan te leggen.
John en Tonto worden gevangengenomen door een Comanche-stam. Via het opperhoofd komt John te weten dat Tonto een Comanche is. Als kind redde Tonto Cavendish van de dood. Cavendish werd enige tijd verzorgd bij de Comanche. Op een dag vindt Cavendish in de rivier een rotsblokje met veel zilver in. In ruil voor zijn waardeloze horloge toont Tonto de plaats waar het zilver vandaan komt. Cavendish kan nu rijk worden en om er zeker van te zijn dat niemand anders de plaats vindt, moordt hij de gehele Comanche-stam uit uitgezonderd Tonto. Tonto kan dit niet verkroppen en leidt sindsdien een solitair leven. De Comanche-stam wil nu wraak nemen op Cavendish, maar zij komen allen te sterven omdat Cavendish in bezit is van machinegeweren.
John en Tonto achterhalen dat Cole de broer is van Cavendish. Ze lichten hier kapitein Jay Fuller over in. Jay, die aanvoerder was tijdens het bloedbad met de Comanche-stam, kiest echter de kant van Cavendish en Cole uit vrees dat hij wordt vervolgd als oorlogscrimineel. Tonto en John concluderen dat iedereen de kant kiest van Cavendish en Cole en dat zij niet op een wettelijke en gerechtvaardigde manier kunnen opgepakt worden. Daarom beslissen ze om zelf buiten de lijnen van de wet te werken.
Op de dag dat de Transcontinental Railroad wordt geopend, stelen Tonto en John een enorme hoeveelheid nitroglycerine om een grote spoorwegbrug op te blazen. Cole eist voor zichzelf de functie van "spoorwegbaas" op en doodt iedereen van de spoorwegdirectie die het niet met hem eens is. Hij wil de spoorlijn voornamelijk gebruiken om het zilver te vervoeren. Tonto steelt de trein met de goederenbakken die het zilver bevatten terwijl John Rebecca en Danny tracht te redden.
Uiteindelijk stort de trein met het zilver neer omwille van de ingestorte brug. Hierbij komen Cavendish, Cole  en Fuller om.
John wordt in het stadje ontvangen als een held en krijgt een functie aangeboden als rechtsgeleerde. Hij weigert de functie en verdwijnt met Tonto.

## Rolverdeling
| Acteur               | Personage                 | Opmerkingen     |
| -------------------- | ------------------------- | --------------- |
| Armie Hammer         | John Reid                 | The Lone Ranger |
| Johnny Depp          | Tonto                     |                 |
| William Fichtner     | Butch Cavendish (Windigo) |                 |
| Tom Wilkinson        | Latham Cole               |                 |
| Barry Pepper         | Captain Jay Fuller        |                 |
| Mason Cook           | Will                      |                 |
| Ruth Wilson          | Rebecca Reid              |                 |
| Helena Bonham Carter | Red Harrington            |                 |
| James Badge Dale     | Dan Reid                  |                 |
| Bryant Prince        | Danny Reid                |                 |
| JD Cullum            | Wendell                   |                 |
| Harry Treadaway      | Frank                     |                 |
| James Frain          | Barret                    |                 |
| Joseph E. Foy        | Jonge Tonto               |                 |

## Achtergrond

### Ontwikkeling
De rechten van de film The Lone Ranger kwamen in januari 2007 bij Jerry Bruckheimer terecht. In mei 2007 zorgde Bruckheimer ervoor dat de film uitgebracht werd door Walt Disney Pictures. Bruckheimer en Disney waren in maart 2008 rond met de onderhandelingen met Ted Elliott en Terry Rossio om het script te schrijven. Later werd het script herschreven door Justin Haythe. Johnny Depp werd in september 2008 door Disney aangekondigd als de acteur die de indiaan Tonto zou vertolken. De rol van de Lone Ranger ging later naar Armie Hammer. Met vertraging, doordat aan de films met Bruckheimer, Prince of Persia: The Sands of Time en Pirates of the Caribbean: On Stranger Tides, door Disney een hogere prioriteit werd gegeven, werd pas in september 2010 Gore Verbinski ingehuurd voor de regie. De opnamen zouden beginnen nadat Johnny Depp klaar zou zijn met de film Dark Shadows. Op 12 augustus 2011 kondigde Disney aan dat The Lone Ranger werd uitgesteld vanwege de productiekosten en de tegenvallende resultaten van de western Cowboys & Aliens.

### Productie
In oktober 2011 bevestigde Disney dat de productieproblemen waren opgelost en werd aangekondigd dat in februari 2012 zou worden begonnen met de opnamen en dat de film naar verwachting in mei 2013 zou uitkomen, wat later werd bijgesteld tot juli 2013. De opnamen vonden plaats in onder meer Utah en Californië. De eerste trailer van The Lone Ranger debuteerde op 3 oktober 2012. De totale productiekosten van de film waren 215 miljoen dollar.

### Muziek
Walt Disney Records heeft de soundtrack van de film in twee versies uitgebracht. De originele filmmuziek van de film is gecomponeerd en geproduceerd door Hans Zimmer en er is een verzamelalbum uitgebracht, geïnspireerd door de film.